# El halcón inglés
El halcón inglés es una película policial estadounidense de 1999 dirigida por Steven Soderbergh y escrita por Lem Dobbs. Es interpretada por Terence Stamp, Lesley Ann Warren, Luis Guzmán, Barry Newman, Nicky Katt y Peter Fonda.  La trama trata sobre un criminal de carrera inglés (Stamp) que viaja a Estados Unidos para investigar la reciente muerte sospechosa de su hija. Fue filmada en locaciones de Los Ángeles y Big Sur.
La recepción de la crítica fue positiva, pero la película no fue un éxito financiero.

## Trama
El criminal inglés Wilson viaja a Los Ángeles para investigar la muerte de su hija, Jenny, quien, según se informó, murió en un accidente automovilístico; sin embargo, Wilson sospecha de asesinato. Recién liberado de prisión después de nueve años, es un hombre endurecido. Al llegar a Los Ángeles, interroga a los amigos de Jenny, Eduardo y Elaine. Al descubrir que pasan su investigación inicial, solicita su ayuda para investigar la muerte de Jenny. Un sospechoso que surge es Terry Valentine, el rico productor discográfico con el que salía Jenny. Valentine estuvo brevemente involucrado en el tráfico de drogas que fue manejado a través de su asesor de seguridad, Avery. Wilson localiza un almacén utilizado por el narcotraficante y pregunta por Valentine. Insultan a su hija y lo golpean. Wilson regresa al almacén y mata a tiros a todos los empleados menos uno.
Wilson y Eduardo se cuelan en una fiesta celebrada en casa de Valentine. Una vez allí, Wilson busca pruebas de la participación del productor. Encuentra y roba una foto de Jenny. Atrayendo las sospechas de Avery, Wilson es abordado por un guardia al que le da un cabezazo y lo arroja por encima de una barandilla hasta su muerte. Wilson y Eduardo huyen, sólo para ser perseguidos por Avery, quien embiste su auto y les dispara. Él y Eduardo escapan, pero no antes de que Avery escuche a Eduardo gritar el nombre de Wilson. De regreso con Elaine y Eduardo, Wilson recuerda su vida anterior con su hija, a quien solo recuerda cuando era niña. Preocupada de que enviaran a su padre a prisión, a menudo amenazaba con llamar a la policía cada vez que encontraba evidencia de los crímenes en los que él estaba involucrado o planeando. Él recuerda que ella nunca cumplió sus amenazas porque lo amaba y finalmente se convirtió en una broma triste entre ellos. Sin embargo, su vida criminal puso a prueba a su familia. Terminó en prisión después de que los hombres con los que estaba involucrado lo vendieran a la policía.
Avery contrata a un sicario, Stacy, para localizar y matar a Wilson. Los agentes de la DEA, que han estado vigilando a Valentine, impiden que Stacy dé el golpe. Luego, Wilson y Elaine son llevados a encontrarse con el agente principal, quien deja en claro que la DEA está detrás del traficante que usó a Valentine para lavar dinero de las drogas, y que los agentes no tienen la intención de interferir con la misión personal de Wilson. Le permite a Wilson ver su archivo sobre Valentine, incluida una fotografía y la dirección de una segunda casa en Big Sur. Mientras tanto, Stacy y su compañero, enojados por la paliza que les propinaron los agentes de la DEA, planean traicionar a Avery.
Avery traslada a Valentine a la casa de Big Sur. Esa noche, Wilson entra al recinto. Los guardias de Avery disparan a un intruso que resulta ser Stacy y se involucra en un tiroteo con su compañero, el tío John, lo que resulta en varias muertes, y también hiere fatalmente a Avery. Valentine le quita el arma a Avery y lo deja morir mientras huye a la playa con Wilson persiguiéndolo. Traicionado, Avery saca su arma de repuesto y apunta a Wilson, pero la baja, lo que le permite a este perseguir a Valentine. Valentine dispara a Wilson, luego cae y se rompe el tobillo. Continúa disparando a Wilson que se acerca, pero falla y, después de quedarse sin balas, suplica por su vida. Valentine le dice a Wilson que Jenny se enteró de sus vínculos con las drogas y amenazó con llamar a la policía (recordándole a Wilson lo que le había hecho cuando era niña) y, en su intento por detenerla, Valentine golpeó a Jenny contra una pared, matándola accidentalmente.. En un esfuerzo por desviar la atención de Valentine, Avery fingió el accidente automovilístico. Wilson sabe que Jenny nunca habría entregado a Valentine. Se da vuelta, permitiendo que Valentine viva. Wilson se despide de Elaine y Eduardo y regresa a Londres.
Un Wilson más joven toca la canción folk y de amor Colors en la guitarra, mientras una mujer le acaricia el pelo.

## Elenco
- Terence Stamp como Wilson
- Lesley Ann Warren como Elaine
- Luis Guzmán como Eduardo Roel
- Barry Newman como Jim Avery
- Peter Fonda como Terry Valentine
- Joe Dallesandro como John "Tío John", El Sicario
- Nicky Katt como Stacy, el asesino a sueldo
- Amelia Heinle como Adhara
- Melissa George como Jenny Wilson
- William Lucking como capataz de almacén
- Steve Heinze como Larry, el guardaespaldas de Valentine
- Nancy Lenehan como dama en el avión
- Bill Duke como agente especial a cargo de la DEA
- Michaela Gallo como la joven Jennifer
- Matthew Kimbrough como Tom
- John Robotham como Rick

## Producción

### Dirección
Steven Soderbergh utiliza secuencias de flashback atípicas e incluye varias escenas (en gran parte sin diálogo) de una película mucho más antigua de Terence Stamp, el debut como director de Ken Loach de 1967 , Poor Cow. Soderbergh usa las escenas para crear una historia confusa que muestra el personaje de Stamp cuando era joven, su pasado criminal, su relación con la madre de Jenny y las actitudes de desaprobación de Jenny hacia su estilo de vida corrupto.  Wilson habla a menudo en una jerga cockney que rima. El título hace referencia a la jerga estadounidense "limey", que se refiere a los británicos.  

### Montaje
Soderbergh y la editora de cine Sarah Flack utilizan una variedad de técnicas de edición poco ortodoxas en The Limey. La película presenta frecuentemente diálogos y sonido de fondo de escenas anteriores o futuras yuxtapuestas a una escena actual. El diálogo de una conversación, por ejemplo, puede encontrarse disperso a lo largo de la película, articulado por primera vez mucho después de que haya pasado su momento cronológico, como una especie de flashback narrativo superpuesto a una conversación posterior, para completar el pensamiento de un personaje o puntuar el énfasis de un personaje.. El sonido de fondo puede estar desarticulado en la película y desplazado para realzar otra escena sugiriendo continuación, similitud o diferencia. Por ejemplo, Wilson está en una habitación de hotel y abre la ducha, y luego Wilson está en un avión mirando por la ventana, mientras se puede escuchar la ducha.

## Estreno
The Limey se presentó por primera vez en el Festival de Cine de Cannes de 1999 . También se presentó en el Festival Internacional de Cine de Toronto, el Festival Internacional de Cine Independiente de Buenos Aires y el Festival Internacional de Cine de Hong Kong.
Un estreno limitado en los EE. UU. comenzó el 8 de octubre de 1999 y tuvo malos resultados en taquilla. Los ingresos brutos de la primera semana fueron de 187.122 dólares (17 pantallas) y los ingresos totales de la ejecución fueron de 3.193.102 dólares.  La película se estrenó ampliamente durante diecisiete semanas (115 días) y se proyectó en 105 salas. 

## Recepción

### Crítica
La recepción crítica de The Limey fue en gran medida positiva, y el agregador de reseñas Rotten Tomatoes informó que el 92% de los críticos dieron a la película una reseña positiva, basada en 84 reseñas, con una calificación promedio de 7,4.  El agregador de reseñas Metacritic informó una calificación promedio de 73 sobre 100. 
Edward Guthmann, crítico de cine del San Francisco Chronicle, elogió la dirección y el guion y escribió: " The Limey... es un thriller policial de primer nivel y una prueba más de que Soderbergh es uno de nuestros grandes estilistas del cine contemporáneo. Tensa, imaginativa y compleja, esta es una de las mejores películas estadounidenses del año y un maravilloso antídoto contra la paralizante uniformidad de [algunas] películas".  La crítica Janet Maslin escribió sobre el trabajo de Terence Stamp: "Stamp desempeña el papel principal furiosamente, con una intensidad decidida, ojos azules salvajes y un rugido estentóreo que se muestra en los primeros momentos de la película... Soderbergh utiliza con conmovedora eficacia los destellos del joven y bellamente soñador Stamp y su no menos imponente presencia moderna." 
El crítico de cine de la revista Variety, Emanuel Levy, elogió el drama criminal y le gustó la dirección de la película, las actuaciones y el guion, pero consideró que la película "carece de personajes secundarios y tramas secundarias". Escribió: " The Limey, la nueva película policial de Steven Soderbergh, continúa la renovación artística del director, evidente el año pasado en la magníficamente realizada Out of Sight. El elemento más interesante de la película es la ubicación de dos íconos del cine de los años 60, el muy británico Terence Stamp y el muy estadounidense Peter Fonda, como enemigos de toda la vida en lo que es básicamente un thriller de venganza de rutina. ... [y] uno no tiene ningún problema en elogiar la valentía de la actuación de todo el conjunto y los impresionantes aspectos técnicos de la película. Warren, Guzmán y Barry Newman ofrecen actuaciones sobrias y maduras en consonancia con la textura dominante de la película. Un papel secundario de Joe Dallessandro, habitual de Andy Warhol y Paul Morrissey, acentúa la naturaleza reflexiva de la película como un comentario sobre una era pasada del cine." 
Roger Ebert del Chicago Sun-Times le dio a The Limey 3 estrellas de 4 posibles. A pesar de la edición inusual, Ebert describió la trama como " Ross Macdonald básico", una referencia al escritor de misterio cuyos best-sellers de los años 50 y 60 ambientados en el sur de California típicamente presentaban la fatalidad de los hijos adultos jóvenes de padres adinerados con oscuros secretos. Stamp y Fonda, ambos íconos envejecidos de la década de 1960, representan diferentes lados de la contracultura: "Es una agradable ironía que tanto Valentine como Wilson (el personaje de Stamp) ganaran dinero con la música rock: Valentine vendiendo entradas, Wilson robando los ingresos de un concierto de Pink Floyd." 

### Premios
- Premios Satélite : Premio Golden Satellite; Mejor interpretación dramática de un actor en una película, Terence Stamp; 2000.